# Audrie & Daisy
Audrie & Daisy ist ein US-amerikanischer biografischer Dokumentarfilm von Bonni Cohen und John Shenk aus dem Jahr 2016 über zwei junge Frauen, die Opfer einer Vergewaltigung werden. Der Film wird mit den Worten vorgestellt: „Eine zutiefst ergreifende Dokumentation über zwei Teenagerinnen, die von vermeintlichen Freunden vergewaltigt, online gedemütigt und von ihren Gemeinden gemobbt wurden.“

## Inhalt
Als die 15-jährige Audrie Pott von der Saratoga High School in Saratoga (Kalifornien) auf einer Highschool-Party zu viel trinkt und bewusstlos wird, nehmen das drei Mitschüler zum Anlass, das Mädchen in ein separates Zimmer zu tragen und ihren Körper mit zotigen Kritzeleien zu beschmieren, wobei sie nicht davor zurückschrecken, auch intimste Bereiche der 15-jährigen zu berühren, was letztendlich dazu führt, dass sie das hilflose Mädchen vergewaltigen und das auch noch mit ihren Smartphones dokumentieren. Als ob das alles noch nicht genug ist, veröffentlichen sie diese Bilder über Facebook. Audrie sieht keinen anderen Ausweg, als sich einige Tage später das Leben zu nehmen. Zuvor hatte sie einem ihrer Vergewaltiger auf Facebook noch die Nachricht hinterlassen: „Du weißt nicht, wie es ist, ein Mädchen zu sein.“
Der 14-jährigen Daisy Coleman aus Maryville Missouri ergeht es ähnlich. Nachdem sie zu viel getrunken hat, wird sie auf einer Party eines Freundes von Daisys älterem Bruder ebenso das Opfer einer Vergewaltigung wie ihre 13-jährige Freundin Paige. Später legte man das junge, noch immer bewusstlose Mädchen vor dem Haus ihrer Familie ab, obwohl Minusgrade herrschten. Dem Täter, einem lokalen Footballhelden in Daisys Heimatstadt, ist nicht so leicht beizukommen. Daisy und ihre Familie müssen sich gegen perfide Anschuldigungen, die sowohl im Internet als auch auf der Straße gegen sie vorgebracht werden, zur Wehr setzen. Das geht so weit, dass die Minderjährige als Lügnerin und Schlampe bezeichnet wird, die es nicht anders verdient habe. Daisys Mitschüler können ihre Solidarität mit dem Täter sogar über einen Hashtag bekunden. Daisys älterer Bruder macht die Erfahrung, dass er von seinen Mitschülern geschnitten wird, da diese sich auf die Seite des Stars der Football-Mannschaft stellen. Ein Prozess gegen den Täter wird erst gar nicht eröffnet. Zu allem Übel wird auch noch das Haus der Familie in Brand gesteckt. Daisy, zuvor ein fröhliches blondes Mädchen, das Cheerleading liebte, verändert sich nicht nur äußerlich, indem sie sich piercen und tätowieren lässt. Mehrere Selbstmordversuche zeugen davon, wie tief ihr Leid ist. Das belegt auch ihr Ausspruch: „Die Worte unserer Feinde sind nicht so schrecklich wie das Schweigen unserer Freunde.“
Als Daisy im Netz Unterstützung durch eine junge Frau findet, die gleiches wie sie durchgemacht hat und sich dadurch weitere Kontakte zu noch mehr betroffenen Frauen ergeben, ist das ein Anfang, um ein wenig besser mit dem, was geschehen ist, umgehen zu können.

## Produktion, Veröffentlichung
Der von actua films für Netflix produzierte Film wurde in Maryville und Albany in Missouri sowie in Pismo Beach und in Saratoga in Kalifornien gedreht.
Premiere hatte der Film am 25. Januar 2016 auf dem Sundance Film Festival in den USA. Am 28. April 2016 lief er auf dem San Francisco International Film Festival. In Kanada wurde er am 3. Mai 2016 auf dem Hot Docs International Documentary Film Festival vorgestellt. Am 4. Mai 2016 lief er in den USA zudem auf dem Montclair Film Festival sowie am 30. Juli 2016 auf dem Traverse City Film Festival. In Australien lief er am 5. August 2016 auf dem Melbourne International Film Festival. In New York wurde er am 23. September 2016 veröffentlicht. Auch in Russland wurde er veröffentlicht. Über Netflix wird er seit dem 23. September 2016 im Internet verbreitet, so beispielsweise in den Niederlanden, in Schweden, in den USA und in Deutschland.

## Hintergrund
In dem Film äußern sich Opfer, die überlebt haben, deren Angehörige und Freude, aber auch einige der Täter. Diese Peiniger von Audrie & Daisy sind als gezeichnete Comic-Charaktere wahrzunehmen, die mit verzerrten Stimmen sprechen. Dabei offenbart ihre Körpersprache (nervöses Hin- und Herrutschen auf dem Stuhl, häufig gesenkter Blick), dass sie sich in dieser Situation extrem unwohl fühlen. Gerichtsdokumente und Ergebnisse polizeilicher Untersuchungen sind ebenfalls Gegenstand des Films. Cohen und Shenk sahen ihren Film als moderne Variante von Nathaniel Hawthornes 1850 erschienenem Roman The Scarlet Letter. Tori Amos, die den Titelsong Flicker geschrieben und aufgenommen hat, sah eine Verpflichtung, sich in dieses Projekt einzubringen, da sie selbst mit 21 Jahren Opfer einer Vergewaltigung geworden war.
Teresa Sickert von Spiegel Online schrieb, das ähnliches wie Audrie Pott auch anderen jungen Frauen passiere, sie stehe damit „beispielhaft für eine Reihe von Teenagerinnen, die Opfer von sexueller Gewalt geworden [seien] und danach im Internet beschämt wurden“. Weiter befand sie, „die anderthalb Stunden lange Dokumentation [sei] nichts für schwache Nerven“. Auch wenn keinesfalls unzumutbare Bilder gezeigt werden würden, würden die detailreichen Erzählungen der missbrauchten Mädchen teils nur schwer zu ertragen sein. Die Tatsache, dass die jungen Täter ihren Übergriff anfangs nur „für einen dummen, wenn auch geschmacklosen Scherz gehalten hatten“, offenbare, „wie tief verwurzelt die Verachtung von Frauen in der amerikanischen Gesellschaft“ sei. Für den vielleicht wichtigsten Satz der gesamten Dokumentation hält Sickert die Aussage: „Du weißt nicht, wie es ist, ein Mädchen zu sein.“ Dieser spiegele wider, „unter welchen schwierigen Bedingungen Frauen auch in der vermeintlich modernen westlichen Welt aufwachsen müssen: schön sein, nett sein, bloß nicht entgleisen, sonst ist dein Ruf ruiniert.“

## Kritik
Kathrin Hollmers Resümee in der Süddeutschen Zeitung: „Brutale Bilder brauchen die Filmemacher Bonni Cohen und Jon Shenk nicht. Opfer, ihre Eltern, Geschwister und Freunde, sogar Täter erzählen ihre Sicht auf die Geschehnisse. Deren Wucht mindert das nicht. Die Schilderungen sind explizit und ungeschönt. Dazwischen sind Kinderfotos geschnitten, und Mädchenkichern erinnert daran, wie unbeschwert das Leben einer 14-Jährigen eigentlich sein sollte.“ Weiter heißt es: „Audrie & Daisy ist eine einfühlsame Dokumentation, die die Scham der Opfer thematisiert, aber nicht ausschlachtet. Gleichzeitig beleuchtet sie den Druck, den soziale Medien in Schulen bringen.“
Heide Rampetzreiter spricht in ihrer Kritik für Die Presse von einer „aufwühlenden Dokumentation“ […], die „unaufgeregt“ erzähle und deren „Fokus“ immer „auf den Opfern“ liege, denen im Film „viel Raum“ gegeben werde. Weiter heißt es: „In Interviews mit den Ermittlern entlarvt die Doku das oft betriebene ‚Victim blaming‘. Der Sheriff im Fall Daisy, Darren White, prahlt erst noch damit, dass ihm keiner im Ort übergeordnet ist. Dann bemitleidet er die Buben, die Täter. ‚Vergewaltigung‘ sei momentan ein populärer Begriff, sagt er. […] ‚Audrie & Daisy‘ ist eher ein Porträt der Mädchen, denen sich die Filmemacher sensibel und respektvoll nähern.“ […] Als zwei der Täter als Teil ihrer Strafe interviewt und gefragt werden, was sie gelernt hätten, ist die Antwort „ernüchternd“: Mädchen tratschen viel.
Teresa Sickert von Spiegel Online ist der Ansicht, dass ‚Audrie & Daisy‘ „auf brutale Weise zeig[e,] wie eng das gesellschaftliche Korsett für junge Frauen“ sei. „Wie bedroht sie von Gewalt [seien]: sexuell, psychisch, offline und online. Es sei schreckliche Realität, dass es Vergewaltigungen gibt und schon immer gegeben habe. Dass diese grausamen Szenen im Zeitalter der Smartphones viel leichter den Weg an die Öffentlichkeit finden, mach[e] die Verarbeitung für die Opfer noch schwerer. Manchmal unmöglich, wie offenbar für Audrie Pott.“ Die Dokumentation mache „den Horror der amerikanischen Provinz erlebbar“.

## Auszeichnungen (Auswahl)
nominiert:
- 2016: für den Critics’ Choice Documentary Award in der Kategorie „Bester Song in einer Dokumentation“ – Tori Amos mit dem Lied Flicker sowie in den Kategorien „Bester Dokumentarfilm im Bereich Streaming“ sowie „Beste politische Dokumentation“
- 2016: Hollywood Music In Meda Award (HMMA), Tori Amos in der Kategorie „Bester Originalsong in einer Dokumentation“
- 2016: Grand Jury Prize auf dem Sundance Film Festival, Kategorie Dokumentation, nominiert: Jon Shenk und Bonni Cohen
- 2016: auf den Women Film Critics Circle Awards für den Adrienne Shelly Award sowie in der Kategorie „Beste Dokumentation von oder über Frauen“ für den WFCC Award
- 2017: für den Annie Award in der Kategorie „Beste animierte Spezialproduktion“

gewonnen:
- 2017: Sieger bei den Cinema Eye Honors Awards, US: Auszeichnung für Audrie Pott und Daisy Coleman mit dem Cinema Eye Honors Award[5]

## Weiteres
Coleman hat 2017 die Organisation SafeBAE (Safe Before Anyone Else) zur Prävention sexueller Übergriffe gegründet.
Daisy Coleman hat das Erlebte im wahren Leben nie überwunden. Am 4. August 2020 nahm auch sie sich das Leben. Daisy Coleman wurde 23 Jahre alt.